# Highlander-ruimteschepen
De Highlander-ruimteschepen zijn vier fictieve ruimteschepen uit de Duitse serie Raumschiff Highlander-films en -boeken.
De vier schepen zijn de USS Highlander NCC-2404, USS Highlander NCC-2404-A, NX-07 Highlander en NDCE 2404 Highlander.

## USS Highlander NCC-2404
De Highlander was een Starfleet-schip van de Agamemnon-klasse. Het schip had veel gelijkenis met de USS Enterprise NCC-1701, maar was wel wat groter. Het schip stond onder commando van kapitein Robert T. Norad, die eerder kapitein van de USS Mantra was. Het was het grootste schip van de vloot en had 7.526 bemanningsleden aan boord. Het schip werd per ongeluk door kapitein Norad vernietigd.

## USS Highlander NCC-2404-A
Het tweede Highlander-schip was van de Wallace klasse en was in dienst van de Union of Free Planets. Het werd gemaakt op de Futura Solaris Fleet Yards, een serie ruimtewerven om Saturnus. Het schip werd in gebruik genomen op stardate 50809.7. De Highlander had een bemanning van zo'n 10.000 man en was net als z'n voorganger het grootste ruimteschip in de gehele vloot. De Highlander-A zag er helemaal anders uit: het voorste gedeelte leek op een grote tweetandige vork en het achtergedeelte had een serie van vier roterende trommels. Ook deze Highlander stond onder bevel van kapitein Norad, die intussen was gepromoveerd tot vlootkapitein. Tijdens de Andromeda-crisis raakte het schip zwaar beschadigd. Het werd uit actieve dienst gehaald en verder als schip voor de officierenopleiding gebruikt.

## NX-07 Highlander
De NX-07 Highlander was een experimenteel aanvalsschip van de Armageddon-klasse. Een stuk kleiner dan de vorige twee Highlanders, maar wel zwaarder bewapend. De bemanning telde 100 koppen. Eigenlijk zou dit schip de Abraham Lincoln gaan heten, maar ter nagedachtenis aan de slachtoffers van de Andromeda-crisis werd door de Union of Planets besloten het de naam Highlander te geven. Het schip werd gebouwd op de Union Experimental Fleet Yard Helm's Deep, dat om de Aarde draait. Het werd in gebruik genomen op 7 december 2328. Kapitein Norad was wederom de gezagvoerder, hij werd tevens benoemd tot Chef-Staf. Op 22 november 2379 werd het schip in een slag met drie wapentechnisch inferieure ruimtescheepjes vernietigend verslagen. De wapen- en afweersystemen van de Highlander faalden jammerlijk en de bemanning kon zich met meer geluk dan wijsheid uit de voeten maken. Het Armageddon-project werd als een faliekante mislukking beschouwd en dus meteen beëindigd.

## NDCE 2404 Highlander
Het vierde en voorlopig laatste Highlander-schip werd samen met de NASA ontwikkeld onder de naam "Nasa Deep Core Explorer. Het is een schotelvormig ruimteschip van de Peary-klasse van ± 370 meter diameter, bedoeld voor ruimteonderzoek en vredesondersteuning. Het werd in 2380 in gebruik genomen met wederom kapitein Norad aan de leiding. Er zijn ongeveer 1.000 bemanningsleden aan boord. De NDCE 2404 Highlander is een schip uit een serie van vijf identieke schepen. De andere zijn de Glory, Freedom, Indepence en Kennedy.

## Klasses
De namen van de verschillende scheepsklassen zijn gebaseerd op Agamemnon, William Wallace, Armageddon en Robert Edwin Peary.

## Trivia
- De werkelijke reden waarom de eerste Highlander het veld moest ruimen, was dat het ontwerp te veel leek op de Star Trekruimteschepen. Paramount Pictures eiste hierop dat men het ontwerp zou veranderen.